# Cristall fotònic
Un cristall fotònic és un material dielèctric (aïllant) o metal·lodielèctric amb una estructura periòdica dissenyada per modificar la propagació de les ones electromagnètiques, de la mateixa manera que un potencial elèctric periòdic dins d'un cristall semiconductor afecta el moviment dels electrons creant bandes d'energia permeses i prohibides. D'aquesta manera es poden crear bandes prohibides fotòniques (photonic band gap) en el material, el que implica que no s'hi podran propagar determinats intèrvals de freqüències. Això dona lloc a diversos fenòmens òptics interessants, com la inhibició de l'emissió espontània, miralls omnidireccionals d'alta reflectivitat o guies d'ones de baixes pèrdues.
Com el fenomen físic en què es basa la creació de bandes prohibides és la difracció, l'espaiat de l'estructura periòdica del cristall fotònic ha de ser de l'ordre de la longitud d'ona de la radiació electromagnètica (entre 300 i 700 nm si estem considerant llum visible). Aquestes dimensions tan petites fan que elaborar un cristall fotònic sigui un procés complicat i a vegades se substitueixen les tècniques de nanotecnologia per mètodes alternatius basats en cristalls col·loïdals.
La forma més simple de cristall fotònic és una estructura periòdica en una dimensió, formada per un apilament multicapa, anomenat a vegades «mirall de Bragg». Lord Rayleigh demostrà el 1887 que es pot crear una banda prohibida, però la possibilitat de crear estructures amb bandes fotòniques prohibides en dues i tres dimensions només es generalitzà a partir dels treballs d'Eli Yablonovitch i Sajeev John el 1987.

## Informació general

### Definició
Els cristalls fotònics són nanoestructures dielèctriques o metall-dielèctriques periòdiques que afecten la propagació de les ones electromagnètiques. Quan són microones aquests cristalls fotònics de vegades es diuen materials de banda electromagnètica prohibida. Els cristalls fotònics existeixen en multitud de formes, tot i això, hi ha tres categories principals: unidimensional, bidimensional i tridimensional. Aquestes dimensions representen el nombre d'orientacions en què hi ha una periodicitat de la constant dielèctrica.
- La forma més simple de cristall fotònic és una estructura periòdica unidimensional composta per una pila multicapa també anomenada "mirall Bragg". L'assimilem a un cristall fotònic unidimensional, ja que les propietats específiques del cristall fotònic només existeixen en una sola dimensió.

- Els cristalls fotònics en dues dimensions són principalment plaques, és a dir que el gruix és del mateix ordre de magnitud que el període cristal·logràfic del cristall fotònic. La periodicitat d'aquestes plaques es crea generalment mitjançant un "gravat" d'una estructura de forats en una placa el material del qual presenta un alt índex de refracció. Les equacions de Maxwell prediuen que com més gran és l'índex de refracció, més gran serà la bretxa de banda.

Després d'analitzar com es creen les bandes prohibides per als electrons així com per als fotons, es pot aprofundir més amb algunes equacions. L'equació que regeix als electrons és la famosa equació de Schrödinger:
{\displaystyle \left(-{\hbar ^{2} \over 2m}\nabla ^{2}+V(\mathbf {r} )\right)\psi (\mathbf {r} )=E\psi (\mathbf {r} )}
D'altra banda les equacions de Maxwell descriuen el comportament i la propagació de les ones electromagnètiques. Si es considera un mitjà lineal, densitats de càrrega i fonts de corrent nul, es poden formular dues equacions a partir de el camp elèctric o de camp magnètic.
{\displaystyle {\displaystyle \nabla \times \mathbf {E} (\mathbf {r} )=-\mu {\partial \mathbf {H} (\mathbf {r} ) \over \partial t}}}
{\displaystyle {\displaystyle \nabla \times \mathbf {H} (\mathbf {r} )=\varepsilon {\partial \mathbf {E} (\mathbf {r} ) \over \partial t}}}
Si ara a partir de les equacions de Maxwell i considerant una ona monocromàtica de freqüència {\displaystyle {\displaystyle \omega }}, propagant-se per un mitjà del qual permitivitat relativa és una funció en l'espai de la següent manera: {\displaystyle {\displaystyle \varepsilon _{r}(\mathbf {r} )}}, i s'assumeix que l'absorció de la llum és menyspreable, la constant dielèctrica és real i positiva i la permeabilitat relativa és unitària es poden escriure les equacions d'ona com:
{\displaystyle {\displaystyle \nabla \times \nabla \times \mathbf {E} (\mathbf {r} )=\varepsilon _{r}(\mathbf {r} )\left({\omega  \over c}\right)^{2}\mathbf {E} (\mathbf {r} )}}
{\displaystyle {\displaystyle \nabla \times \left({1 \over \varepsilon _{r}(\mathbf {r} )}\nabla \times \mathbf {H} (\mathbf {r} )\right)=\left({\omega  \over c}\right)^{2}\mathbf {H} (\mathbf {r} )}}
on {\displaystyle {\displaystyle c}} és la velocitat de la llum. Escrita així només cal mirar línies més amunt per comprovar la seva similitud amb l'equació (1). Els dos primers termes funcionen com anàleg a l'energia cinètica, el tercer, en el qual apareix la dependència espacial del dielèctric és similar a un potencial periòdic en l'equació de Schrödinger, i la part de l'índex de refracció constant representa les energies dels modes de propagació.
Hi ha una diferència essencial, en l'aparició dels estats lligats per als fotons respecte als electrons. Mentre l'aparició d'estats lligats de electrons en l'equació de Schrödinger correspon a energies negatives, en el cas dels estats lligats de llum la constant dielèctrica és definida positiva. Per tant, l'aparició d'aquests estats lligats serà molt més difícil i dependrà de la geometria i necessités d'un complicat disseny de materials artificials.

### Història
Tot i que els cristalls fotònics han estat estudiats d'una manera o altre des de 1887, el terme "cristall fotònic" va ser emprat per primera vegada uns 100 anys més tard, després que Eli Yablonovitch i Sajeev John publiquessin articles el 1987, publicacions que són referents en el camp.
Anteriorment a 1987, havien estat estudiats extensament cristalls fotònics unidimensionals formats a base d'apilar periòdicament múltiples làmines de dielèctrics (com en els miralls de Bragg). Lord Rayleigh va començar a estudiar-los en 1.887, mostrant que aquests sistemes posseeixen una banda fotònica prohibida, un rang espectral de gran reflexió, en una dimensió. Avui dia aquestes estructures són usades en una gran varietat d'aplicacions; des recobriments reflectants per millorar l'efectivitat de LEDs fins miralls de gran reflexió en algunes cavitats làser. Bykov va desenvolupar un estudi teòric detallat d'estructures òptiques unidimensionals, sent el primer a investigar l'efecte d'una banda fotònica prohibida sobre l'emissió espontània d'àtoms i molècules infiltrades en una estructura amb propietats fotòniques. Bykov fins i tot va pronosticar què podria passar si s'empressin estructures bi- i tridimensionales. No obstant això aquestes idees no van tenir èxit fins després de les dues publicacions de Yablonovitch i John el 1987. Tots dos articles van considerar estructures periòdiques, cristalls fotònics, d'alta dimensionalitat. La motivació principal d'Yablonovitch era eludir les densitats d'estats fotònics, amb la intenció de controlar l'emissió espontània de materials infiltrats en cristalls fotònics. La idea de John era usar els cristalls fotònics per influir la localització i el control de la propagació de llum.
Després de 1987 el nombre de publicacions científiques sobre cristalls fotònics va començar a créixer exponencialment. No obstant això, a causa de la dificultat que implica el fabricar aquestes estructures a escala òptica (veure Fabricació), els estudis anteriors eren o bé teorètics o en el rang de les microones, on els cristalls fotònics poden ser fabricats a la molt més accessible escala de centímetres. Això es deu a la propietat dels camps electromagnètics coneguda com a invariabilitat d'escala - resumint, els camps electromagnètics, així com les solucions a les equacions de Maxwell, no tenen longitud escalar pròpia i, per tant, una solució per a una estructura en la escala dels centímetres i una freqüència en el rang de les microones és la mateixa que per a una estructura en l'escala dels nanòmetres i una freqüència en el visible. El 1991 Yablonovitch va mostrar la primera banda fotònica prohibida en tres dimensions en l'ordre de les microones.
El 1996 Thomas Krauss va fer la primera demostració d'un cristall fotònic en dues dimensions per a longituds d'ona en el visible. Això va obrir el camí a la fabricació de cristalls fotònics en semiconductors aprofitant els mètodes emprats en la indústria dels semiconductors. Més endavant aquestes mateixes tècniques van començar a emprar cristalls fotònics planars, vidres fotònic bidimensionals perforats en làmines de semiconductors, la reflexió interna total confina la llum en les làmines i permet els efectes d'un cristall fotònic, d'aquesta manera s'aconsegueix fer servir la dispersió fotònica a les làmines. La investigació es dirigeix a l'ús de cristalls fotònics planars en circuits integrats d'ordinadors per millorar el processament òptic de comunicació tant dins com entre els xips.
Els cristalls fotònics bidimensionals troben el seu ús comercial en forma de fibres de vidre fotònic (també conegudes com a fibres microestrucurades). Les fibres de vidre fotònic van ser desenvolupades per Philip Russell el 1998 i poden dissenyar-se per obtenir propietats millorades sobre una fibra òptica convencional.
L'estudi dels cristalls fotònics tridimensionals ha evolucionat més lentament que el seu homòleg bidimensional. Això és degut a la major dificultat en la seva fabricació ja que no ha heretat ni hi ha cap tècnica disponible provinent de la indústria de semiconductors per a la fabricació de vidres fotònics tridimensionals. S'ha intentat, de totes maneres, adaptar algunes tècniques i s'ha arribat a demostrar algun gran avanç,per exemple, en la fabricació d'estructura "pila de llenya" (en anglès, "woodpile") construïdes a força de dipositar successives capes de materials. Una altra línia d'investigació consisteix a fabricar les estructures fotòniques tridimensionals mitjançant auto-acoblament, bàsicament es tracta de permetre que nanoesferes dielèctriques suspeses en un dissolvent es disposin en estructures trimensionals periòdiques que posseeixin una banda fotònica prohibida.

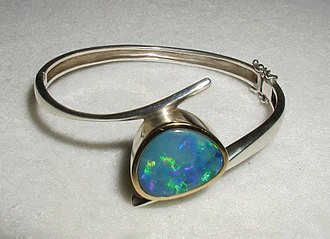
Polsera feta amb un òpal, un cristall fotònic natural.

### A la natura
Òpal és un mineral format per micro-perles de sílice distribuïdes de manera més o menys regular. De fet, es tracta d'un cristall fotònic natural, encara que no tingui una banda completa (és a dir, la banda prohibida no s'estén en totes les direccions cristal·logràfiques principals del material). També existeixen cristalls fotònics en algunes espècies animals. Per exemple, el cuc marí Aphrodita té espines que són cristalls fotònics més eficaços que els produïts pels humans. Les ales de la papallona Cyanophrys remus tenen una nanoarquitectura complexa, i els colors blaus metàl·lics del costat dorsal i els pèsols del costat ventral s'atribueixen a l'estructura típica dels cristalls fotònics. Estan compostes per quitina i aire, i la seva disposició forma una estructura dielèctrica periòdica.

## Fabricació
El major repte per obtenir cristalls fotònics d'alta dimensionalitat és la fabricació d'aquestes estructures amb suficient precisió per prevenir pèrdues degudes a la dispersió que atenuïn les propietats del vidre i que permetin la seva fabricació en sèrie. Un mètode prometedor de fabricar cristalls fotònics bidimensionals són les fibres de vidre fotònic o fibres microestructurades. Utilitzant tècniques de gravat desenvolupades per fibres òptiques es reuneixen aquests dos requisits i les fibres de vidre fotònic estan disponibles per a la seva comercialització. Un altre mètode prometedor per desenvolupar vidres fotònics en dues dimensions són els cristalls fotònics planars. Aquestes estructures consisteixen en làmines d'un material (per exemple, silici) que pot ser litografiat utilitzant tècniques prestades de la indústria dels semiconductors. Aquests dissenys tenen el potencial de combinar les aplicacions fotòniques amb les electròniques en un mateix circuit integrat.
Per als cristalls fotònics tridimensionals diverses tècniques han estat usades incloent la fotolitografia i tècniques de gravat similars a les usades en la fabricació de circuits integrats. Algunes d'aquestes tècniques estan ja disponibles, per exemple; "Nanoscibe's Direct Laser Writing system". Tractant d'evitar mètodes de nanotecnologia i la seva complexa maquinària, s'han buscat altres alternatives per créixer cristalls fotònics col·loïdals mitjançant auto-acoblament.

## Càlcul de l'estructura de bandes fotòniques
La banda fotònica prohibida és bàsicament un salt entre la línia de l'aire i la línia del dielèctric en l'estructura de bandes d'energia a causa de la dispersió òptica. Al dissenyar un cristall fotònic cal pronosticar la posició i la mida de la banda prohibida, això es fa mitjançant un càlcul de simulació usant un dels següents mètodes.
- Mètode d'expansió d'ones planes o aproximació escalar

- Mètode de les Diferències Finites en el Domini del Temps[10]

- Mètode espectral d'Ordre-N[11][12]
- Mètode de Korringa-Kohn-Rostoker (KKR)

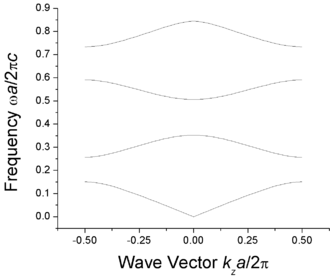
Estructura de bandes d'un cristall fotònic unidimensional, mirall de Bragg, calculada amb el mètode d'aproximació escalar.

Bàsicament aquests mètodes calculen les freqüències (modes normals) dels cristalls fotònics per a cada valor de la direcció de propagació donada pel vector d'ona o viceversa, els valors de el vector d'ona k per a cada freqüència, en l'espai recíproc. Les diferents línies en l'estructura de bandes corresponen als diferents valors de n, l'índex de les bandes. Per a una introducció a l'estructura de bandes fotòniques es recomana el llibre de Joannopoulos; Photonic Crystals: Molding the Flow of Light, en anglès.
El mètode d'expansió d'ones planes, o aproximació escalar, pot ser usat per calcular l'estructura de bandes plantejant les equacions de Maxwell com un problema de valors propis, i així resolent les freqüències pròpies per a cada direcció de propagació de el vector d'ona. Es resol directament el diagrama de dispersió. Els valors de força de camp elèctric es poden calcular sobre el tot el problema utilitzant els vectors propis de el mateix problema. La foto que es mostra a la dreta correspon a l'estructura de bandes d'un mirall de Bragg, o un vidre fotònic monodimensional, consistent en làmines d'un dielèctric amb una constant dielèctrica de 13 intercalades amb làmines d'aire, i una relació entre la periodicitat entre capes i el seu gruix (d / a) de 0.5. La solució s'obté aplicant ones planes en 101 sobre la primera zona de Brillouin.

## Aplicacions
Els cristalls fotònics són atractius materials amb propietats òptiques que permeten controlar i manipular el flux de llum. Els cristalls fotònics monodimensionals són utilitzats àmpliament com làmines òptiques primes amb aplicacions que van des de recobriments de lents i miralls amb baixa i alta reflexió fins pintures que canvien de color i tintes. Els cristalls fotònics de major dimensionalitat són de gran interès tant per a la investigació teòrica com pràctica i els bidimensionals comencen a trobar usos comercials. Els primers productes comercialitzats que incloïen cristalls fotònics diaris en dues dimensions són les fibres microestructurades, que gràcies a la seva estructura microscòpica confinen la llum amb resultats radicalment millors que per a les fibres òptiques convencionals i troben la seva aplicació en aparells d'òptica no lineal i com insòlites guies de llum. Els seus anàlegs en tres dimensions estan lluny d'arribar a comercialitzar-se però ofereixen característiques addicionals que poden donar lloc a un nou concepte de tecnologies (per exemple; computadors òptics) una vegada que es controlin certes facetes tecnològiques com la seva fabricació i els principals problemes com el desordre en les estructures.